# آنتونیو پی‌یرفدریچی
آنتونیو پی‌یرفدریچی (ایتالیایی: Antonio Pierfederici؛ ‏ ۱۸ مارس ۱۹۱۹ – ۶ ژانویهٔ ۱۹۹۹) بازیگر و صداپیشه اهل ایتالیا بود.
از فیلم‌هایی که وی در آن نقش داشته‌است، می‌توان به رومئو و ژولیت، نقاب شیطان، کاگلیوسترو و اتلو اشاره کرد.